# Свети Валентин (филм)
„Свети Валентин“ (на английски: Valentine) е американски филм на ужасите от 2001 г. на режисьора Джейми Бланкс, по сценарий на Гретхен Бърг, Арън Хабъртс, Дона Пауърс и Уейн Пауърс по едноименния трилър на Том Савидж. Във филма участват Дейвид Бореанас, Дениз Ричардс, Марли Шелтън и Катрин Хайгъл.